# Іст-Гошен Тауншип (округ Честер, Пенсільванія)
Іст-Гошен Тауншип (англ. East Goshen Township) — селище (англ. township) в США, в окрузі Честер штату Пенсільванія. Населення — 18 410 осіб (2020).

## Демографія
Згідно з переписом 2010 року, у селищі мешкало 18 026 осіб у 8128 домогосподарствах у складі 4811 родини. Було 8655 помешкань
Расовий склад населення:
| - 92,6 % — білих - 2,9 % — азіатів - 2,7 % — чорних або афроамериканців - 0,1 % — корінних американців |

До двох чи більше рас належало 1,2 %. Частка іспаномовних становила 2,2 % від усіх жителів.
За віковим діапазоном населення розподілялося таким чином: 18,9 % — особи молодші 18 років, 56,3 % — особи у віці 18—64 років, 24,8 % — особи у віці 65 років та старші. Медіана віку мешканця становила 47,3 року. На 100 осіб жіночої статі у селищі припадало 88,5 чоловіків;  на 100 жінок у віці від 18 років та старших — 84,1 чоловіків також старших 18 років.
Середній дохід на одне домашнє господарство  становив 113 515 доларів США (медіана — 73 532), а середній дохід на одну сім'ю — 147 481 долар (медіана — 111 962). Медіана доходів становила 79 659 доларів для чоловіків та 46 542 долари для жінок. За межею бідності перебувало 2,6 % осіб, у тому числі 0,0 % дітей у віці до 18 років та 3,0 % осіб у віці 65 років та старших.
Цивільне працевлаштоване населення становило 8950 осіб. Основні галузі зайнятості: освіта, охорона здоров'я та соціальна допомога — 25,3 %, науковці, спеціалісти, менеджери — 14,7 %, фінанси, страхування та нерухомість — 12,6 %, роздрібна торгівля — 12,2 %.